# Дюпир, Петр Бернар
Петр Бернар Дюпир (фр. Pierre Bernard Dupire, 23 декабря 1926 год, Париж), Франция — 30 октября 2005 год, Париж), Франция) — сооснователь и директор Центра русской культуры «У двух медведей» (Au Deux Ours) в Париже, протоиерей , настоятель Прихода Святой Троицы Российской католической церкви византийского обряда в Париже, участник Русского апостолата, активист экуменического движения во Франции. Выпускник Руссикума.

## Биография
Имя при рождении Бернар. После окончания лицея в Париже поступил в семинарию, направлен в Рим, проживал в учился в Руссикуме.
В 1953 году архиепископом Александром Евреиновым рукоположен в сан католического священника византийского обряда, взял новое имя Пётр, так как имени Бернар нет в православных святцах. Направлен священником в Приход Святой Троицы Российской католической церкви византийского обряда в Париже, в помощь настоятелю протоиерею Павлу Гречишкину.
Активно участвовал во Французском экуменическом движении.
В 1956 году — сооснователь вместе Павлом Шалей Центра русской культуры «У двух медведей» (Au Deux Ours) в Париже, заместитель директора центра.
С 1983 года — директор центра.
С 1999 года назначен настоятелем русского католического Прихода Святой Троицы в Париже, заменив Георгия Рошко.
С 5 апреля 2000 года — протоиерей.
Участник научных и богословских конференций в России и Украине:
1998 год — РГГУ
2002 год — Киевская духовная академия УПЦ
2004 год — Украинский католический университет

## Труды
- РАЗЛИЧИЕ СОЦИАЛЬНЫХ ТРАДИЦИЙ В ВОСТОЧНОЙ И 3АПАДНОЙ ЕВРОПЕ